# A to Z
A to Z – komediowy, amerykański serial telewizyjny  wyprodukowany  przez Warner Bros. Television oraz  Le Train Train. Pomysłodawcą serialu jest Ben Queen. Serial był emitowany od 2 października 2014 roku do 22 stycznia 2015 roku przez NBC. 
31 października 2014 roku stacja NBC anulowała serial, ale wszystkie pozostałe odcinki zostaną wyemitowane.
W Polsce serial był emitowany od 18 kwietnia 2016 do 6 maja 2016 przez Comedy Central Family.

## Fabuła
Serial opowiada historię miłosną Andrew i Zeldy. W założeniu miał ukazać cały okres, w którym chodzili na randki, ale z powodu anulowania drugiego sezonu - historia nie została dokończona.

## Obsada
- Ben Feldman jako Andrew[4]
- Cristin Milioti jako Zelda[5]
- Henry Zebrowski jako Stu
- Lenora Crichlow jako Stephie
- Christina Kirk jako Lydia
- Katey Sagal jako narrator
- Hong Chau jako Lora
- Parvesh Cheena jako Dinesh

## Odcinki
| Sezon | Sezon | Odcinki | Oryginalna emisja   | Oryginalna emisja | Oryginalna emisja | Oryginalna emisja | Oryginalna emisja |
| Sezon | Sezon | Odcinki | Premiera sezonu     | Finał sezonu      | Premiera sezonu   | Finał sezonu      |                   |
| ----- | ----- | ------- | ------------------- | ----------------- | ----------------- | ----------------- | ----------------- |
|       | 1     | 13      | 2 października 2014 | 22 stycznia 2015  | 18 kwietnia 2016  | 6 maja 2016       |                   |

### Sezon 1 (2014-2015)
| Nr | Tytuł                            | Reżyseria            | Scenariusz                    | Premiera NBC         | Premiera Comedy Central Family |
| -- | -------------------------------- | -------------------- | ----------------------------- | -------------------- | ------------------------------ |
| 1  | A is for Acquaintances           | Michael Patrick Jann | Ben Queen                     | 2 października 2014  | 18 kwietnia 2016               |
| 2  | B is for Big Glory               | Michael Patrick Jann | Ryan Koh                      | 9 października 2014  | 19 kwietnia 2016               |
| 3  | C is for Curiouser and Curiouser | Steve Pink           | Bill Callahan                 | 16 października 2014 | 20 kwietnia 2016               |
| 4  | D is for The Dogs                | Michael Patrick Jann | Laura Gutin Peterson          | 23 października 2014 | 21 kwietnia 2016               |
| 5  | E is for Ectoplasm               | Eric Appel           | Theresa Mulligan              | 30 października 2014 | 22 kwietnia 2016               |
| 6  | F is for Fight, Fight, Fight!    | David Wain           | Donald Diego                  | 6 listopada 2014     | 25 kwietnia 2016               |
| 7  | G Is for Geronimo                | Phil Traill          | Rashida Jones, Will McCormack | 13 listopada 2014    | 26 kwietnia 2016               |
| 8  | H is for Hostile Takeover        | Henry Chan           | Craig Gerard, Matthew Zinman  | 20 listopada 2014    | 27 kwietnia 2016               |
| 9  | I is for Ill Communication       | Alex Hardcastle      | Ben Queen, Sono Patel         | 11 grudnia 2014      | 28 kwietnia 2016               |
| 10 | J is for Jan Vaughan             | Michael Patrick Jann | Ryan Koh, Ben Queen           | 1 stycznia 2015      | 29 kwietnia 2016               |
| 11 | K is for Keep Out                | Tristram Shapeero    | Bill Callahan                 | 8 stycznia 2015      | 4 maja 2016                    |
| 12 | L is for Likability              | Michael Patrick Jann | Theresa Mulligan, Laura Gutin | 15 stycznia 2015     | 5 maja 2016                    |
| 13 | M is for Meant to Be             | Eric Appel           | Ben Queen                     | 22 stycznia 2015     | 6 maja 2016                    |

## Produkcja
9 maja 2014 roku NBC zamówiła serial na sezon telewizyjny 2014/15.